# Battaglia di Pozzolo (1800)
La battaglia di Pozzolo (parimenti nota con il nome di passaggio del Mincio o battaglia di Monzambano) è stata combattuta il 25 dicembre 1800 tra le truppe francesi al comando del generale Brune e quelle austriache del generale Bellegarde.

## Contesto
A seguito dell'armistizio concordato fra Austria e Francia dopo la battaglia di Marengo, le truppe francesi e quelle austriache si trovavano sulle opposte sponde del fiume Mincio e il generale austriaco Bellegarde occupava la sua linea con 70 000, appoggiandosi su un lato al lago di Garda e sull'altro alla città di Mantova.
Dopo la partenza di Napoleone per Parigi, l'armata di riserva, formata a Digione nel 1800, era comandata dal generale Brune.

## Prima della battaglia
Il generale Macdonald aveva ricevuto l'ordine di attraversare le Alpi con l'armata dei Grigioni, mentre il generale Brune doveva risalire a nord, congiungere le proprie truppe con quelle di Macdonald, e insieme portarsi alle sorgenti del fiume Mincio e dell'Adige, per far crollare tutta la linea difensiva degli Austriaci, che si estendeva dalle Alpi fino all'Adriatico.
Quanto al generale Dupont, egli lasciò la Toscana il 2 novembre per raggiungere il grosso dell'armata. Il 15 dicembre Macdonald passò lo Spluga e giunse dinnanzi al Tirolo italiano. Toccò a Brune forzare il passaggio del Mincio e il 20 dicembre egli attaccò le posizioni austriache di fronte a questo fiume.
Il Mincio, ingrossato dalle piogge, non era guadabile e i ponti di Borghetto e di Valeggio erano solidamente trincerati. Brune decise di tentare il passaggio in due punti: a Pozzolo sul Mincio e a Monzambano, scegliendo quest'ultimo per l'attacco principale. Gli attacchi a Monzambano e Pozzolo furono pianificati per la notte tra il 24 e il 25 dicembre.

## I generali
Il generale Delmas comandava l'avanguardia, Moncey l'ala sinistra e Michaud la riserva, mentre Dupont aveva il comando dell'ala destra.

## Svolgimento della battaglia

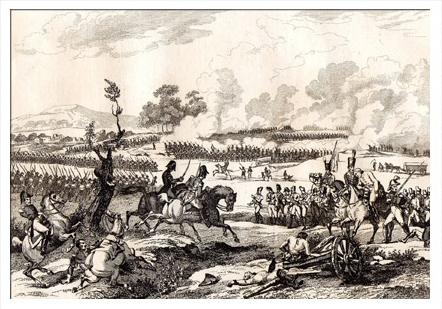
Martinet & Réville 1835 - Battaglia di Pozzolo (1800)

### L'ala sinistra
Moncey si portò sul villaggio di Monzambano, di cui s'impadronì con un'azione molto vivace, nel corso della quale il suo cavallo fu ucciso sotto di lui. Questo successo era molto importante, in quanto apriva all'intera armata il passaggio sul mincio.

### L'ala destra
La mattina del 25 Dupont, incaricato di operare una diversione, bombardò con l'artiglieria le altezze del molino della Volta Mantovana, gettò un ponte e, favorito dalla nebbia, portò sulla riva opposta la divisione Watrin. Tuttavia a Monzambano l'attacco fu rinviato e Dupont si ritrovò solo, sulla riva sinistra, contro tutta l'armata austriaca. Bellegarde diresse delle masse serrate contro i corpi che avevano passato il Mincio.
Dupont fece pervenire Suchet, che osservò, tra Pozzolo e Monzambano, il ponte visconteo di Valeggio sul Mincio di Borghetto, Suchet accorse, mentre Brune si accontentò di rimpiazzare davanti a Borghetto le truppe di Suchet con la divisione di Boudet.
Dupont, temendo di non essere sostenuto, aveva impegnato, prima di prendere Pozzolo e stabilire una nuova divisione sulla riva sinistra, la divisione di Monnier. Sotto la protezione delle sue batterie, egli sostenne un formidabile attacco, ma il numero finì con prevalere: Monnier fu cacciato da Pozzolo e Dupont respinto nel fiume, quando Suchet decise di distaccare per lui la brigata Clauzel e una parte della divisione Gazan. Suchet appoggiò il passaggio di questi rinforzi con un potente fuoco di artiglieria dalla riva destra. Ciò permise di salvare e sganciare dal nemico le truppe del generale Dupont.
Dupont riprese l'offensiva, Pozzolo fu disputata con accanimento, presa, lasciata e ripresa sei volte. Il combattimento si protrasse per tutta la giornata; alla sera rimase sotto il controllo di Dupont un punto della riva sinistra contro un nemico numericamente tre volte superiore e l'indomani Brune si decise a passare a Monzambano, ma l'onore del passaggio e della disfatta degli Austriaci fu di Dupont. Suchet catturò 4 000 tra i soldati del generale Bellegarde. Nello stesso giorno fu firmato un armistizio a Steyr, lontano da Vienna, da Moreau e dall'arciduca Giovanni, che mise fine al conflitto armato tra Francesi e Austriaci.

## Conseguenze
In Italia gli Austriaci ripiegarono verso est sull'Adige. Due giorni dopo fu firmato l'armistizio di Treviso (16 gennaio 1801), che obbligava gli Austriaci a ritirarsi oltre il Tagliamento. Seguì, con la vittoria di Moreau a Hohenlinden, la pace di Lunéville.
L'armistizio permise ai Francesi d'installarsi durevolmente nell'Italia settentrionale.
Una seconda battaglia del Mincio ebbe luogo l'8 febbraio 1814, durante la campagna del 1814 (Sesta coalizione). La vittoria arrise nuovamente alla Francia, grazie al principe Eugenio di Beauharnais, che sconfisse le truppe dello stesso maresciallo-conte Bellegarde, ma non impedì l'esclusione dei francesi dall'Italia, ove rientrarono gli Austriaci.